# Alexander von Peez

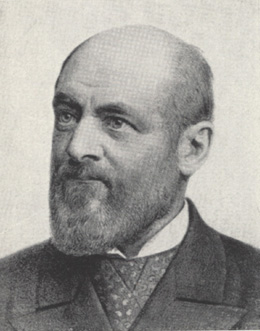
Alexander Peez

Alexander Ernst Peez, ab 1899 Freiherr von Peez (* 19. Januar 1829 in Wiesbaden (damals Herzogtum Nassau); † 12. Januar 1912 in Weidling (Gemeinde Klosterneuburg), Niederösterreich) war ein deutsch-österreichischer Politiker, Gutsbesitzer und Industrieller.

## Leben

Alexander von Peez

Geboren als Sohn des Wiesbadener Brunnen- und Badearztes August Heinrich Peez (1786–1847) und seiner Frau Marie, geb. Weinrich, besuchte Alexander Peez das Gymnasium in Aschaffenburg und Wiesbaden und studierte Rechtswissenschaften in Heidelberg, Göttingen, München und Prag. In Heidelberg war er Mitglied des Corps Nassovia und gehört im Januar 1849 zu den Stiftern des Corps Rhenania.
Peez promovierte in Göttingen zum Dr. jur. Ende der 1850er Jahre ging er nach Österreich und wurde zunächst Redakteur der Reichenberger Zeitung in Reichenberg (Böhmen). 1864 übernahm er die Funktion des Generalsekretärs des Verbandes der Industriellen. Bei den Weltausstellungen in Paris 1867 und Wien 1873 war er amtlicher Berichterstatter. 1874 gehörte Peez zu den Mitbegründern des Verbandes der Montan-, Eisen- und Maschinenindustrie in Österreich. Ab 1875 amtierte er als Sekretär des Industriellen Clubs (1891–99 und 1904/05 dessen Präsident). Selbst stieg Peez 1886 mit der Errichtung einer Cellulosefabrik auf dem Familiengut in Weißenbach an der Enns in das produzierende Gewerbe ein.
Von 1876 bis 1885 gehörte er für die Reichenberger Handelskammer dem österreichischen Abgeordnetenhaus an, 1890 bis 1895 für die Leobener Handelskammer. 1902 wurde er zum lebenslänglichen Mitglied des österreichischen Herrenhauses ernannt.
Peez war auch publizistisch tätig und als völkischer Meinungsführer und Autor der Zeitschrift Hammer im späten 19. Jahrhundert. Die Zeitschrift war dabei zentrales Organ des völkischen Antisemitismus, auch in einigen anderen Werken Peez' finden sich antisemitische Elemente, wie etwa das 1905 erschienene Buch Die Aufgaben der Deutschen in Österreich, das Peez in die Nähe eines späteren Hitler-Vertrauten und antisemitischen Gruppierungen rückte. England und der Kontinent soll zudem auch antienglische Elemente enthalten.
Peez war außerdem Vizepräsident der Gesellschaft Österreichischer Volkswirte, Kurator des Österreichischen Handelsmuseums, Mitglied des Staatseisenbahnrates und Begründer des Wiener Volksbildungsvereins (1887), als der er die ersten öffentlichen kommunalen Bibliotheken in Österreich schuf. Verdienste erwarb er sich auch um die Gründung der Postsparkasse, der Zentralbank der deutschen Sparkassen, den Ausbau des böhmischen Eisenbahnnetzes und um die Sanierung der Ersten Donaudampfschiffahrtsgesellschaft. 1903 regte er den Bau des Hauses der Industrie in Wien am Schwarzenbergplatz an.
Alexander Peez war römisch-katholisch und ab 1857 verheiratet mit Anna Busch († 1894), mit der er zwei Söhne und zwei Töchter hatte.

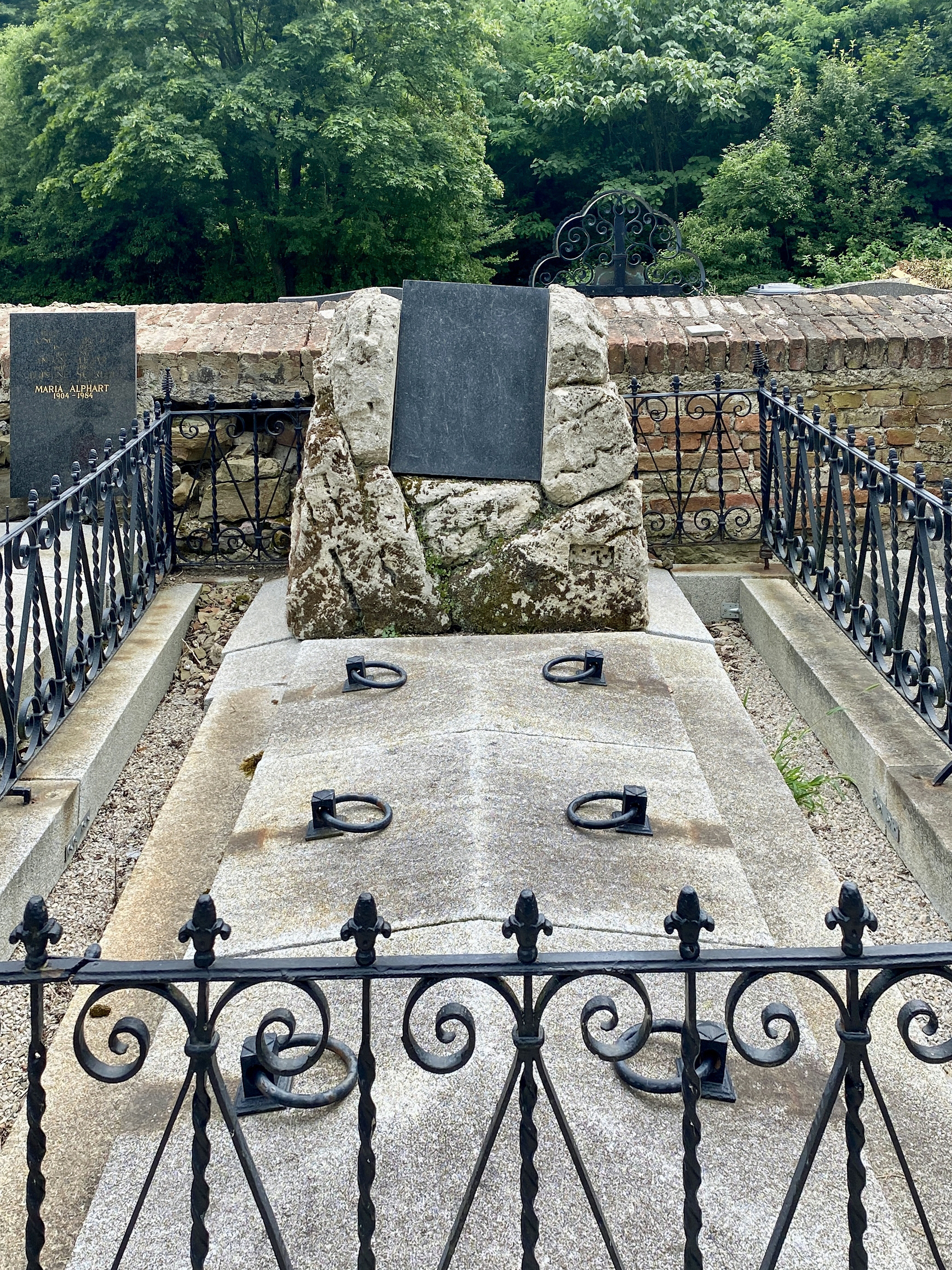
Grab von Alexander von Peez

Peez wurde auf dem Weidlinger Friedhof bestattet.

## Politische Funktionen
Alexander Peez war aufgrund einer Nachwahl nach dem Rücktritt von Franz Suida vom 19. Oktober 1876 bis zum 23. April 1885 Abgeordneter des Abgeordnetenhauses im Reichsrat (V. und VI. Legislaturperiode), Kronland Böhmen, Wählerklasse Handels- und Gewerbekammer Reichenberg.
Nach einer mehrjährigen Pause wurde er aufgrund einer Nachwahl nach dem Tod von Ludwig Freiherr von Zschock vom 8. Mai 1890 bis zum 19. Juli 1895 wieder Abgeordneter des Abgeordnetenhauses im Reichsrat (VII. und VIII. Legislaturperiode), diesmal aber für das Kronland Steiermark, Wählerklasse Handels- und Gewerbekammer Leoben. Er trat am 19. Juli 1895 wegen eines Gegensatzes zu seiner Wählerschaft zurück, die ihn aufforderte, als Protest gegen die Genehmigung der slowenischen Parallelklassen im Gymnasium von Cilli gegen das Budget zu stimmen.
Nach einer weiteren fast zweijährigen Pause war er vom 27. März 1897 bis zum 6. Juni 1897 nochmals Abgeordneter des Abgeordnetenhauses im Reichsrat (IX. Legislaturperiode), Kronland Böhmen, Wählerklasse Handels- und Gewerbekammer Reichenberg. Er trat aus gesundheitlichen Gründen zurück.
Ab dem 15. Dezember 1902 wurde er auf Lebenszeit Mitglied des Herrenhauses, wo er der Verfassungspartei angehörte.

## Klubmitgliedschaften
Alexander Peez war ab 1876 Mitglied im Klub der Linken und wurde am 29. Oktober 1878 fraktionslos. Ab dem 31. Oktober 1878 gehörte er dem Neuen Fortschrittsklub an, ab 1879 dem Klub der Vereinigten Fortschrittspartei, ab dem 19. November 1881 war er bei den Vereinigten Linken, ab 1890 bei den Vereinigten Deutschen Linken und ab 1897 bei der Deutschen Fortschrittspartei.

## Ehrungen
Alexander Peez wurde 1889 in den erblichen Adelsstand erhoben. 1910 erhielt er die Ehrendoktorwürde der Universität Berlin.
Im Jahr 1926 wurde in Wien-Döbling (19. Bezirk) die Peezgasse (⊙) nach ihm benannt.

## Schriften
- Deutschland am Wendepunkt seiner Geschichte. Wiesbaden 1859.
- Die Deutschen in Vergangenheit und Zukunft: eine patriotische Phantasie. Göttingen 1859.
- Sieben handelspolitische Briefe aus England. Leipzig 1863.
- Österreich und der Orient. 1875.
- „Motivierte Beschlussanträge“ (mit Dr. M. Menger), in: Die Zoll-Politik und die zwischen Österreich-Ungarn und den anderen Staaten abgeschlossenen Zoll- und Handelsverträge. Wien 1875, S. 55–9.
- Zollvertrag mit Deutschland oder wirtschaftliche Autonomie? Wien 1879.
- Der wirtschaftliche Wert der Binnenwasserstraßen. 1880.
- Die amerikanische Konkurrenz. 1881.
- Über die Frage eines singulären Erbrechtes für den Stand der kleinen Grundbesitzer. Wien 1883.
- Die Ernährungsweise der österreichischen Arbeiter. 1886.
- Zur Geschichte der Cellulose-Fabrication 1848–1888. 1888.
- Die Wege nach Indien und die englisch-indische Post. Wien 1888.
- Die Griechischen Kaufleute in Wien. Wien 1888.
- Zollpolitische Verhandlungen zwischen dem Deutschen Reich und Österreich. Wien 1890.
- Die österreichische Handelspolitik der letzten fünfundzwanzig Jahre. Leipzig 1892.
- Zur neuesten Handelspolitik. Wien 1895.
- Die Stellung unserer Eisenbahn im Welthandel. Leipzig u. a. o. J.
- Germanistische Gedanken im Dienste der Gegenwart. München 1903.
- Mitteleuropa und die Balkanhalbinsel. Berlin 1904.
- Die Aufgaben der Deutschen in Österreich. 1905.
- Die Bedeutung von Friedrich List für die Gegenwart. Wien 1906.
- Die gelbe Gefahr in der Geschichte Europas. 1908.
- England und der Kontinent. 1909/10.
- Englands Vorherrschaft. 1912.
- Erlebt, erwandert. 1914.
- Europa aus der Vogelschau. 1916.
- Englands Rolle im nahen Orient. 3. Auflage. Fromme, Wien/Leipzig 1917.